# Mark Knopfler
Mark Freuder Knopfler (Glasgow, Escocia, 12 de agosto de 1949) es un cantante, guitarrista, productor y compositor británico. Antes de su carrera como músico, trabajó de periodista y dio clases en la universidad. Principalmente conocido como fundador, guitarrista y cantante de la banda Dire Straits y su singular estilo con la guitarra sin púa, está considerado como uno de los músicos más importantes de la historia del rock. 
También ha tocado en otras bandas (Notting Hillbillies, Brewer's Droop), para otros artistas (Bob Dylan en Slow Train Coming entre otros), ha participado en infinidad de discos de Phil Lynott, Solo in Soho y The Philip Lynott Album) y ha realizado proyectos en solitario. Además, ha compuesto música para varias películas, incluyendo Local Hero, Comfort and Joy, Cal, La princesa prometida, Last exit to Brooklyn, Wag the Dog, Metroland y A shot at glory, y para otros cantantes como Tina Turner, Private Dancer. 
Actualmente lleva una carrera en solitario, con un estilo un tanto diferente al que creó con Dire Straits, basado en un estilo propio, mezcla de diversas fuentes como el blues, el rock y el folk. La revista Rolling Stone lo sitúa en el puesto 27.º de los 100 guitarristas más grandes de todos los tiempos.

## Biografía

### Infancia e inicios
Mark Knopfler nació en Glasgow el 12 de agosto de 1949. Es el segundo de los tres hijos del matrimonio formado por Louisa Mary Laider, inglesa de Newcastle y maestra, y Earwin Knopfler, húngaro-judío, arquitecto y ajedrecista que abandonó su Hungría natal en 1939 para huir de los nazis. A los 9 años su familia se trasladó a esta ciudad, a orillas del río Tyne, y se instaló en Gosforth, un distrito suburbano de la misma. Ya por entonces le había cogido gusto a la música oyendo a su tío Kingsley tocar boogie-woogie con el piano. 
Durante esos años de infancia, su padre intentó, con la ayuda de su tío, que aprendiera a tocar el piano y también el violín, aunque lo que más le llamó la atención fue la guitarra.
Con 13 años, Mark asistía a la escuela primaria de su distrito y ya acostumbraba a coleccionar fotos de grupos musicales, sobre todo de guitarristas. Comenzó a insistirle a su padre para que le comprase una guitarra, y con 15 años consiguió por fin que le comprase una Hofner V2 Solid de colores rojo y negro, una guitarra estéticamente similar a una clásica «Stratocaster» que le costó 50 libras. 
Con ella aprendió escuchando a músicos como B.B. King, J.J. Cale, Jimi Hendrix o Hank Marvin y toca con amigos con los que practicaba en las casas de alguno de ellos, llegando incluso a tocar en algunas fiestas y bailes escolares. Uno de estos escarceos musicales lo llevó en 1966, con tan sólo 16 años, a aparecer junto a su amiga Sue Hercombe en una televisión local, la NRK, en una entrevista en la que interpretaron la canción «Chilly Winds».
En 1968, tras haber estudiado periodismo durante un año en el Harlow Technical College de Essex, consiguió, gracias al hermano de una conocida suya, un empleo en el Yorkshire Evening Post de Leeds en el que trabajó durante dos años haciendo reseñas de grupos locales y de algunas de las grandes bandas que actuaban en la ciudad. 
Durante estos años, y gracias a su trabajo de reportero, conoció a Steve Phillips, músico local que trabajaba como restaurador en el Leeds City Art Gallery and Temple Newsam House, con quien entabló amistad. Sus grandes afinidades musicales les llevaron a formar un dúo al que llamaron The Duolian String Pickers y a grabar, en abril de 1970, una maqueta de una canción original de Mark, Summer's Coming my Way, junto a otros dos músicos, Dave Johnson en el bajo y Paul Granger en la percusión.
El 18 de septiembre de 1970 escribió su última crónica en el Yorkshire Evening Post acerca de la muerte de Jimi Hendrix. Conmocionado por la noticia, decidió dejar el periódico e iniciar estudios de filología inglesa en la Universidad de Leeds que le mantienen en la ciudad hasta 1973. Durante ese período siguió tocando junto a Steve Phillips, quien recogió algunos de sus trabajos en común en el álbum Just Pickin' publicado en 1996. 
También durante esta etapa universitaria se casó por primera vez con Kathleen Urwin White, una chica que, como él, venía de Newcastle y que estudiaba en su misma universidad. El matrimonio se celebró en el registro de Northumberland South de Leeds el 4 de marzo de 1972 y duró apenas dos años.

### Salto a la fama: la etapa de Dire Straits

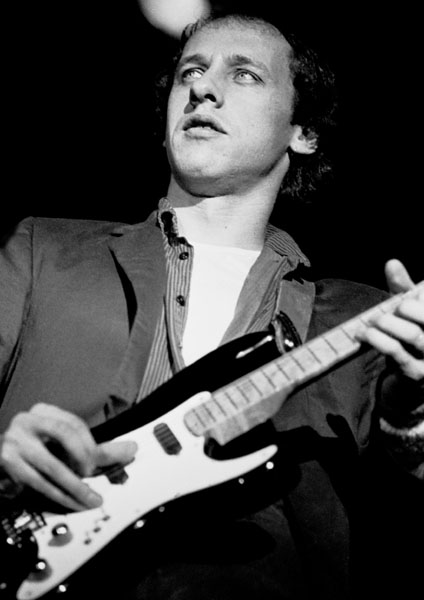
Mark Knopfler en Dublín, 1981

En 1973, una vez terminados sus estudios universitarios decide trasladarse a Londres para intentar alcanzar su meta de tener una banda propia y vivir de la música. Empieza tocando con el grupo Brewer's Droop con el que colabora durante un par de meses y en el que coincide con el batería Pick Withers.
Una vez disuelto el grupo Brewer's Droop, Mark pasa una época difícil económicamente hasta que logra un empleo de profesor en el Loughton College de Essex que le permite alcanzar cierta estabilidad. Durante dos años vive en un piso en Buckhurst Hill y forma una banda con amigos del Loughton College llamada Café Racers con la que toca en pubs y escuelas cercanas al colegio donde trabaja.
En abril de 1977, Mark se traslada a vivir con su hermano David y con John Illsley, bajista de Leicester, que comparten un piso en el barrio londinense de Deptford. Fue entonces cuando los tres deciden formar un grupo con el añadido de Pick Withers, el antiguo batería de Brewer's Droop. En un comienzo, el nombre de la banda sigue siendo Café Racers aunque, finalmente, deciden cambiarlo por el Dire Straits (que en inglés viene a significar "grandes apuros" o "situación desesperada"), en alusión a la penosa situación económica que vivían en aquellos días.
En julio de 1977 graban una maqueta de cinco canciones con la que se dan a conocer al gran público, gracias a la difusión que de ella hizo el crítico y presentador musical Charlie Gillet en su programa Honky Tonk de la BBC Radio London. Tras algunas actuaciones posteriores que les permite darse a conocer aún más, los Dire Straits firman un contrato con Phonogram Records gracias a la perseverancia de uno de sus ejecutivos, John Stainze. Es este quien les pone en contacto con el representante Ed Bicknell, de la agencia NEMS, quien a su vez consigue colocarlos como teloneros del grupo americano Talking Heads en la gira británica que, a principios de 1978, ofrecieron en varias ciudades del Reino Unido.
En 1978, consiguen publicar su primer álbum, titulado simplemente Dire Straits. Generó el éxito Sultans of Swing. Tras ese álbum, continuaron publicando discos a medida que el personal de la banda iba cambiando. David y Mark se enfrentaron por el protagonismo que tenía este último dentro de la banda. Durante los años 1980, la banda evolucionó musicalmente hacia una mayor complejidad mientras que se convertía en un conjunto de músicos más variado y más grande. En 1985, tan sólo John y Mark continuaban en la banda. Fue entonces cuando publicaron Brothers in Arms, un éxito sin precedentes que les lanzó definitivamente. Artistas de la talla de Sting y Eric Clapton colaboraron con la banda en esta época.
A finales de los 80 hubo una etapa de silencio. Siempre reconoció que esta etapa le ayudó en sus futuras composiciones. Dire Straits volvió a comienzos de los 90 con el que sería su último álbum 'On Every Street', con una clara influencia country. No consiguió las mismas ventas que "Brothers in Arms" y tuvo críticas polarizadas. Finalmente, en 1995 la banda se disolvió.

### Proyectos paralelos
Knopfler se había ganado una cierta reputación como músico de estudio. En 1979 Bob Dylan le llamó para las sesiones de Slow Train Coming, que incluye la conocida "Man Gave Names To All The Animals". Dylan había escuchado el sencillo de "Sultans of Swing" y había contactado con él el 29 de marzo tras un concierto en Los Ángeles. Para la grabación en Alabama, Knopfler recomendó a Pick Withers, batería de Dire Straits. En 1980, colabora en el disco "Solo in Soho" de Phil Lynnott, bajista y cantante de Thin Lizzy, concretamente en el tema "King's Call". En 1982, colabora en el tema She Means Nothing To Me, dueto de Cliff Richard y Phil Everly, perteneciente al álbum homónimo de este último.
En 1983, mientras tocaba con Dire Straits, Knopfler compuso la primera de una larga serie de bandas sonoras, "Local Hero", en la que colaboraron la mayoría de sus compañeros. A Guy Fletcher, teclista que se incorporó a la formación poco después, lo conocieron en 1984, durante la grabación de una de estas bandas sonoras. Fletcher seguiría colaborando con Knopfler en su carrera en solitario y en otras bandas sonoras como The Princess Bride (1987) o Last Exit To Brooklyn (1989): su trabajo más ambicioso como compositor. 
El estilo de Knopfler en sus bandas sonoras se acerca en general al sonido llamado celta (Local Hero, Cal, A Shot At Glory) aunque también se pueden encontrar ejemplos de otros estilos como el country (Wag the Dog). En 1993, se publicó Screenplaying; una recopilación de los mejores temas de algunas de sus bandas sonoras.
En la etapa de silencio de Dire Straits a finales de los 80, Mark se encontraba saturado del esfuerzo que había supuesto la gira mundial del álbum Brothers in Arms. Además, el estilo musical de la banda le impedía publicar canciones más personales de estilos más minoritarios como el country o el blues. Por ello, en esos años en los que Dire Straits no publicaba nada, Mark aprovechó para publicar el disco Neck and Neck con el guitarrista de country Chet Atkins en 1990. 
En 1988 vuelve a colaborar con Bob Dylan en Down in the Groove, en el que coincide con otros grandes, como Clapton. Con Steve Phillips, Brendan Crocker y Guy Fletcher agrupó la banda Notting Hillbillies, que publicó un solo álbum de estudio, aunque se han reunido con frecuencia para hacer giras a lo largo de los años 1990.
En 2016 trabajó en la banda sonora de la película Altamira, protagonizada por Antonio Banderas, sobre el descubrimiento de las pinturas rupestres en la cueva de Altamira en España.
En 2018 colabora en el tema "PS Please" de Cliff Richard, incluido en el álbum Music...The Air That I Breathe, lanzado en 2020. 
Otras colaboraciones incluyen a Bryan Ferry, Jools Holland, Rod Stewart, Sonny Landreth, Sting o Jeff Healey

### Carrera en solitario
A mediados de los 90, Mark se sentía cada vez menos libre como músico dentro de Dire Straits. Este sentimiento junto con el hecho de que el último álbum de la banda había tenido un recibimiento tibio, hicieron que Mark decidiera lanzar una carrera en solitario plena tras la disolución de Dire Straits. En 1996, Golden Heart vio la luz. En él, encontramos una serie de canciones que continúan el estilo de los últimos álbumes de Dire Straits; pero al mismo tiempo encontramos otras canciones impensables en un álbum de rock al uso como Dire Straits solía publicar. En este álbum comenzó a tocar con una serie de colaboradores que serían denominados por el propio Knopfler como "The 96ers" (que viene a significar algo así como "los del 96") y con los que seguiría colaborando en adelante. Digno de mención es la colaboración de los intérpretes de música celta del grupo The Chieftains.
Alejándose progresivamente del estilo que había seguido en la década de 1980, Knopfler publicó Sailing to Philadelphia en el año 2000, con un estilo principalmente de blues. En él colaboraban músicos como Van Morrison, James Taylor o el dúo de Squeeze. Más tarde, llegó The Ragpicker's Dream en 2002 con un estilo folk.
En 2003, Mark Knopfler sufrió un accidente de moto en Londres que le obligó a cancelar su gira mundial. A finales de 2004, publicó el álbum Shangri-La, grabado en el estudio Shangri-La en Malibú, donde grabaron grupos como The Band.
En 2006, Mark Knopfler y Emmylou Harris publican el álbum All the Roadrunning, en el que se recogía colaboraciones entre los dos músicos entre los años 2000 y 2006. El lanzamiento vino acompañado por conciertos en Europa y América durante el año 2006, que dieron lugar al álbum en directo y DVD Real Live Roadrunning.
El 10 de septiembre de 2007 editó un nuevo álbum titulado Kill To Get Crimson, en el cual se cuentan las colaboraciones del exmiembro de Dire Straits, Chris White en el saxo tenor, Guy Fletcher en los teclados y Danny Cummings en la percusión. Para este nuevo álbum, Knopfler rompió con la que venía siendo formación habitual de su banda desde mediados de los 80 (dos guitarras, dos teclados, un bajo y una batería) para pasar a una banda mucho más pequeña (una guitarra, un teclado, un bajo y una batería). Con ello, buscaba alcanzar el estilo musical de las canciones de los años 60. 
Continuando con un patrón de alta productividad en su carrera en solitario, Knopfler comenzó a trabajar en su siguiente álbum, Get Lucky, en septiembre de 2008 junto a Guy Fletcher, quien volvió a realizar un diario de la grabación del álbum en su página web. Get Lucky fue publicado el 14 de septiembre de 2009 y fue seguido de una extensa gira por Europa y Norteamérica. El álbum obtuvo un moderado éxito en las listas de discos más vendidos, alcanzando el primer puesto en Noruega y el top 5 en la mayoría de países europeos.
El 3 de septiembre de 2012, Knopfler publicó Privateering, su séptimo álbum de estudio y el primero doble de su carrera. Después de una breve gira con Bob Dylan por los Estados Unidos entre octubre y noviembre del mismo año, Knopfler se embarcó en una gira europea en 2013. Tras un breve paso por los Estados Unidos, Knopfler volvió a los British Grove Studios de Londres a trabajar en el sucesor de Privateering con Guy Fletcher como productor. El nuevo trabajo, Tracker, fue publicado el 16 de marzo de 2015 y llegó al puesto tres de la lista de discos más vendidos del Reino Unido, la mejor posición para un disco de su carrera en solitario.
En noviembre de 2018 publicó el que es por ahora su último álbum, Down the Road Wherever. Al año siguiente realizó una gira de conciertos por Europa y Norteamérica. En el primer concierto de la gira, en Barcelona, anunció que esta sería su última gira. Según avanzaba la gira matizó estas declaraciones para indicar que seguirá grabando discos y ofreciendo conciertos en directo, y que otras giras no estarían del todo descartadas. 
En 2018 fue incluido al Salón de la Fama del Rock and Roll junto a su exbanda Dire Straits. Sólo tres de sus antiguos componentes acudieron a la ceremonia.

## Vida personal
Knopfler ha estado casado tres veces. Contrajo su primer matrimonio con Kathy White, su novia de adolescencia. La pareja se separó antes de que Knopfler fuera a Londres para unirse a Brewers Droop en 1973. En noviembre de 1983, Knopfler se casó con Lourdes Salomone. El matrimonio tuvo dos hijos gemelos, Benji y Joseph (nacidos en 1987), antes de divorciarse en 1993. El día de San Valentín de 1997, Knopfler volvió a casarse con la actriz y escritora británica Kitty Aldridge, a quien había conocido tres años antes. La pareja tiene dos hijas, Isabella y Katya Ruby Rose.
Knopfler es dueño de una colección de coches clásicos con los que compite y exhibe en ferias, incluyendo un Maserati 300S y un Austin-Healey 100S.
Knopfler es también propietario del estudio de grabación londinense British Grove Studios donde ha grabado varios de sus discos.

## Música
Es zurdo, aunque diestro tocando la guitarra, siendo uno de los relativamente pocos guitarristas de rock que utiliza frecuentemente una técnica de mano abierta para pulsar las cuerdas, prescindiendo del uso de una púa —otros ejemplos son Jeff Beck, J.J. Cale, Mike Oldfield y Lindsey Buckingham—. En concreto, Knopfler utiliza una variante de la técnica clawhammer, utilizada principalmente por los tocadores de banjo, pero adaptada a la guitarra, empleando los dedos pulgar, índice y medio para pulsar las cuerdas, dejando los otros dos dedos —anular y meñique— para ayudar al apoyo de la muñeca sobre el puente. Esta técnica le permite producir el sonido rítmicamente percusivo que le caracteriza. No obstante, Knopfler utiliza púa en ocasiones, especialmente en los temas donde predomina el acompañamiento rítmico —por ejemplo, en Expresso Love o en The man's too strong—. En canciones donde busca otro tipo de sonido a su guitarra también se le ha visto utilizar la púa, como en True Love Will Never Fade .
Knopfler habitualmente toca la guitarra eléctrica, normalmente la Fender Stratocaster, aunque a veces también lo hace con la acústica. Este estilo peculiar y poco practicado por los grandes guitarristas del rock le hace característico de un sonido inconfundible, dotando a sus obras de unas armonía, matices y cadencias que beben de la música de los años 50 y 60 y que el propio Knopfler se ha encargado de hacer evolucionar también con la introducción de disonancias.
Mark Knopfler posee más de 150 guitarras, incluyendo:
- Varias Fender Stratocaster, incluyendo un modelo de 1954 (uno de los primeros en ser fabricados) denominado "Jurassic Strat".
- Varias Fender Telecaster
- Varias Gibson Les Paul
- Modelos personalizados de Pensa (MK-1 MK-2 & MK-80)
- Varias Schecter
- National Style 0 (usada, por ejemplo, en la canción "Romeo and Juliet" y en la portada del álbum Brothers in Arms)
- Una Gibson Super 400 (usada, por ejemplo, en "Your Latest Trick") que costó 20.000 Libras.
- Una Gibson Chet Atkins CE (usada, por ejemplo, en el tour de Love Over Gold o en su álbum en vivo Alchemy en la canción Private Investigations, por citar alguna)
- Al menos 2 guitarras del lutier Monteleone, una de ellas de modelo Isabella

## Discografía

### En solitario
| Álbumes de estudio - 1996: Golden Heart - 2000: Sailing to Philadelphia - 2002: The Ragpicker's Dream - 2004: Shangri-La - 2005: The Trawlerman's Song (EP) - 2005: One Take Radio Sessions (EP) - 2007: Kill To Get Crimson - 2009: Get Lucky - 2012: Privateering - 2015: Tracker - 2018: Down the Road Wherever - 2024: One Deep River | Bandas sonoras - 1983: Local Hero (Un tipo genial) - 1984: Cal (Cal) - 1984: Comfort & Joy (Comfort & Joy) (EP) - 1986: The Color of Money (El Color del Dinero) (Banda sonora con varios artistas) - 1987: The Princess Bride (La princesa prometida) - 1987: In Private - In Public. The Prince and Princess of Wales (Documental) (Banda Sonora no editada) - 1989: Last Exit To Brooklyn (Last exit to Brooklyn) - 1995: Swan Hunter Shipyard (Documental) (Banda sonora no editada) - 1997: Wag The Dog (La cortina de humo) - 1999: Metroland (Metroland) - 1999: Robbie the Rednose Reindeer: Hooves of fire (Película de dibujos animados) (Banda sonora no editada) - 2000: A Shot At Glory (Camino hacia la gloria) - 2016: Altamira (Altamira) | Colaboraciones - 1989: Booze Brothers - 1990: Missing... Presumed Having A Good Time (con Notting Hillbillies) - 1990: Neck and Neck (con Chet Atkins) - 2006: All the Roadrunning (con Emmylou Harris) - 2006: Real Live Roadrunning (con Emmylou Harris) Álbumes recopilatorios - 1993: Screenplaying - 2005: Private Investigations: The Best of Dire Straits & Mark Knopfler |